# Saunay
Saunay ist eine französische Gemeinde mit 643 Einwohnern (Stand: 1. Januar 2022) im Département Indre-et-Loire in der Region Centre-Val de Loire; sie gehört zum Arrondissement Loches und zum Kanton Château-Renault. Die Einwohner werden Saunois genannt.

## Geographie
Saunay liegt etwa 31 Kilometer nordöstlich von Tours am Flüsschen Gault. Umgeben wird Saunay von den Nachbargemeinden Villechauve im Norden und Nordwesten, Villeporcher im Norden und Nordosten, Saint-Cyr-du-Gault im Osten, Morand im Südosten, Auzouer-en-Touraine im Süden und Südwesten, Château-Renault im Westen sowie Neuville-sur-Brenne im Westen und Nordwesten.

## Bevölkerungsentwicklung
| Jahr                      | 1962 | 1968 | 1975 | 1982 | 1990 | 1999 | 2006 | 2013 |
| Einwohner                 | 399  | 428  | 397  | 388  | 505  | 507  | 632  | 675  |
| Quelle: Cassini und INSEE |      |      |      |      |      |      |      |      |

## Sehenswürdigkeiten

Kirche Notre-Dame

- Kirche Notre-Dame